# Deutsche Gesellschaft für Medizinrecht
Die Deutsche Gesellschaft für Medizinrecht (DGMR) ist eine Fachgesellschaft, die sich die Förderung wissenschaftlicher Belange auf dem Gebiet des Medizinrechts sowie die Vertiefung der interdisziplinären Beziehungen zwischen Recht und Medizin zum Ziel gesetzt hat. Die DGMR ist Mitglied der Arbeitsgemeinschaft der Wissenschaftlichen Medizinischen Fachgesellschaften (AWMF).

## Ziele und Aufgaben
Die DGMR sieht es als vorrangiges Ziel an, in Zusammenarbeit Kooperationspartnern die wissenschaftlichen Grundlagen von Fahreignungsuntersuchungen und von Verkehrssicherheitstechniken fortzuentwickeln. Darüber hinaus engagiert sich die DGMR in der Verbesserung der Ausbildung zum „Facharzt mit verkehrsmedizinischer Zusatzqualifikation“. 

## Veröffentlichungen
Die Gesellschaft hat zwischen 1986 und 2014 medizinrechtliche Empfehlungen, die sogenannten Einbecker Empfehlungen der DGMR veröffentlicht.

## Veranstaltungen
Die Gesellschaft hat in den Jahren von 1985 bis 2014 Workshops und Symposien organisiert und zum Teil publiziert.

## Geschichte
Die DGMR wurde 1982 gegründet und ist seit 1995 Mitglied der AWMF.